# 富山県立富山高等学校
富山県立富山高等学校（とやまけんりつ とやまこうとうがっこう、英: Toyama Prefectural Toyama High School）は、富山県富山市太郎丸に所在する公立高等学校。
通称は富山、富高、富校（富校の杜の通称）。

## 概要
- 県内の高等小学校の卒業生による県内への中学校設置の訴えを機に富山県が中学校設置を決定（県議会での審議は1884年（明治17年）3月）[1]、1885年（明治18年）に旧制中学校として、現在の富山市総曲輪に創立。
- これ以前に、1877年（明治10年）11月に富山県最初の公立中学校である『致遠中学校』が富山師範学校内に設立されていたが、富山町の単独経営の様な状態であるため財政上困難になり教育令や中学校教則大綱に対応出来なくなったため1881年（明治14年）に休校、1883年（明治16年）に廃校になっていた[2]。したがって、本校が現存する富山県内で最古の高等学校ということになる。
- 以来、「学びたきもの集う」という創校の志に基づいて運営されている。
- 校訓「慎重 自ラ持シ 敢為 事ニ当ル」

## 沿革
（沿革節の個別に出典が提示されていない箇所の出典は公式サイト）

### 年表
- 1885年（明治18年）1月25日 - 『富山県中学校』として富山市総曲輪に誕生[1]。開校当時はまだ校舎は未完成であったが、数年以内に徐々に整備されていった[4]。
- 1886年（明治19年）12月20日 - 中学校令により『富山県尋常中学校』に改称[5]。
- 1889年（明治22年）1月25日 - 校旗樹立式[6]
- 1897年（明治30年）9月 - 校舎増築[7]
- 1898年（明治31年）4月 - 高岡尋常中学校（現・富山県立高岡高等学校）開校に伴い、『富山県富山尋常中学校』に改称[8]。
- 1899年（明治32年）
  - 4月1日 - 『富山県第一中学校』に改称[9]。
  - 8月12日 - 富山市の大火で富山市総曲輪にあった校舎焼失。市内寺院を仮校舎に充て授業を続ける[7]。
  - 11月13日 - 現在地に校舎を建設することが決まる（候補地は他にも五福を含めた呉羽地区も含まれていた）[10]
- 1900年（明治33年）
  - 7月1日 - 8月19日 - 現在地の太郎丸に建設中の校舎を関西府県連合共進会会場として使用。閉会後は校舎向けに補修される[10]。
  - 10月29日 - 校舎の新築が完了し、移転。11月1日より授業開始。旧校舎の跡地は売却され、一部は大日本武徳会富山支部の演武場となった[10]。
- 1901年（明治34年）10月4日 - 『富山県立富山中学校』と改称[9]。
- 1923年（大正14年）4月 - 新校舎本館完成（全工事完了は1929年（昭和4年）5月7日）旧校舎の一部は富山県師範学校、富山県女子師範学校などに移築された[11]。
- 1930年（昭和5年） - 運動場整備[12]。
- 1945年（昭和20年）
  - 8月1日 - 富山大空襲が発生するも、校内には一発も焼夷弾の被弾が無く、周囲を含めて類焼を免れた[13]。
  - 8月5日 - 不発弾回収中の発火実験中に不発弾が暴発し、居合わせた数名の生徒中1人即死、1人重傷翌日死亡、1人重傷、1人軽傷の被害を出した[13]。
- 1948年（昭和23年）
  - 3月31日 - 学制改革により富山中学校閉校[14]。
  - 4月 - 学制改革により富山県立富山高等学校と改称[14]。
  - 9月1日 - 高等学校統合により『富山県立富山南部高等学校』と改称。これにより生徒数約2,300名と県内一のマンモス校となった。普通科と通信教育部は本校舎、他は旧富山女子高等学校の分校舎に入った[15]。
- 1953年（昭和28年）10月1日 - 現在の『富山県立富山高等学校』と改称[16]。
- 1962年（昭和37年）11月1日 - 鉄筋コンクリート造3階建の理科棟完成（同年5月1日に着工していた）[17]。
- 1968年（昭和43年）4月 - 全国14道県の高校が全国で初めて理数科を設置するのに合わせ、本校でも高岡高等学校と同時に理数科を設置[18]。
- 1971年（昭和46年）
  - 5月23日 - 木造の本館焼失。講堂、東西体育館の一部、柔剣道場なども類焼[19]。授業を行わなかったのは1日のみで校内各施設やプレハブ校舎（6月19日完成）を仮校舎として授業が続けられた[20]。
  - 9月28日 - 新校舎着工[21]
- 1972年（昭和47年）7月1日 - 昨年9月より着工していた3階建ての新校舎完成[22]。
- 1975年（昭和50年）4月1日 - 南富山駅 - 地鉄笹津駅間が廃止(笹津線通学生に影響)
- 1985年（昭和60年）- 百周年記念館完成。
- 1997年（平成9年） - 北辰会館完成。
- 2002年（平成14年） - スーパーサイエンスハイスクール (SSH) に指定。
- 2011年（平成23年） - 理数科の募集を停止。探究科学科（理数科学科・人文社会科学科）を設置。
- 2023年（令和5年） - 少子化により普通科200人から160人に、1学級減[23]

### 分校
かつては以下の分校が所在していた。
- 上滝分校[24]
- 大沢野分校[25]
- 大久保分校[26]

## 教育目標
- 高邁な理想に向かって、自ら考え行動できる優れた知性を育成する。
- 情操豊かにして自他敬愛の心を持ち、品格ある徳性を陶冶する。
- 平和な世界や国家・郷土の形成者として、たくましい体力・気力を養成する。

## 設置学科
- 普通科
- 探究科学科（探究科学科は下記2学科の総称）
  - 理数科学科
  - 人文社会科学科

1学年の定員は、普通科4学級160名と探究科学科2学級80名の計240名である。

## 主な学校行事
- 4月 - 入学式、新入生共同宿泊学習（１年）
- 5月 - 遠足
- 6月 - 球技大会
- 7月 - オープンハイスクール
- 8月 - 東京方面研修（２年）、職業人との懇談会（１年）
- 9月 - 体育大会、文化活動発表会[27]
- 1月 - 予餞会[28]
- 3月 - 卒業証書授与式

## 部活動
- 運動部 - 陸上競技、山岳、バレーボール（男・女）、バスケットボール（男・女）、サッカー、卓球、ソフトテニス（男・女）、野球、剣道、バドミントン（男・女）、ハンドボール（男・女）、ホッケー、ダンス
- 文化部 - 自然科学、写真、美術、書道、演劇、コーラス、吹奏楽、茶道、華道、ESS、放送、囲碁・将棋、コンピュータ

## 校歌
作詞：大島文雄、作曲：山田耕筰

## 著名な出身者

### マスコミ
- 久世光彦 - 演出家、作家
- 横山源之助 - ジャーナリスト
- 古屋和雄 - NHKアナウンサー
- 松井治伸 - NHKアナウンサー
- 山田重光 - NHK福岡放送局アナウンサー
- 北村森 - 商品ジャーナリスト、元日経トレンディ編集長
- 豊田康雄 - 関西テレビ放送アナウンサー
- 武道優美子 - 北日本放送アナウンサー
- 石本沙織 - フジテレビジョンアナウンサー
- 深井ゆきえ - ミヤギテレビアナウンサー
- 木地智美 - 北日本放送アナウンサー
- 東海佳奈子 - 福井放送アナウンサー
- 福田佳緒理 - チューリップテレビアナウンサー

### 学者
- 岡崎文夫 - 東洋史学者、東北大学文学部教授
- 尾島俊雄 - 建築学者、元日本建築学会会長
- 南日恒太郎 - 英語教育学者、旧制富山高校初代校長。以下、田部隆次・田部重治の兄
- 田部隆次 - 英文学者。孫に女優の村松英子ら
- 田部重治 - 英文学者
- 北野弘久 - 法学者、日本大学名誉教授
- 高松梅治 - 無限軌道（キャタピラ）を発明
- 山田孝雄 - 国語学者、文化勲章受章者
- 高崎正秀 - 国文学者、歌人
- 奥田靖雄 - 言語学者
- 開祐司 - 再生医学
- 竺覚暁 - 建築史学者
- 瀧川修 - 生理学者
- 金田淳子 - 社会学者

### 政治
- 南弘 - 文部次官、台湾総督、逓信大臣を歴任
- 安井藤治 - 陸軍中将、近衛歩兵第2聯隊長、東京警備参謀長兼東部防衛参謀長、戒厳参謀長（二・二六事件）、第2師団長、第6軍司令官、国務大臣
- 又市征治 - 社会民主党参議院議員、同党党首
- 長勢甚遠 - 元自由民主党衆議院議員、元法務大臣
- 野上浩太郎 - 自由民主党参議院議員、農林水産大臣、自由民主党参議院幹事長代行、選挙対策副委員長
- 森田高 - 元国民新党参議院議員
- 村井宗明 - 元民主党衆議院議員
- 森幸恵 - 国民民主党参議院議員
- 新田八朗 - 富山県知事、元日本海ガス社長、元国際青年会議所副会頭
- 湊栄吉 - 元富山市長（3期）、元富山県議会議長、元富山県議会議員（3期）、元富山市議会議員（3期）
- 村椿晃 - 現魚津市長

### 行政
- 牛塚虎太郎 - 岩手県知事、群馬県知事、宮城県知事、東京府知事 、東京市長
- 三辺長治 - 山梨県知事、徳島県知事、岡山県知事、内務省土木局長、地方局長、宮城県知事、愛知県知事、文部次官、東京市助役、大阪府知事
- 細川興一 - 財務省大臣官房長、主計局長、財務事務次官、日本政策金融公庫総裁
- 氷見野良三 - 金融国際審議官、金融庁長官
- 布村幸彦 - 文部科学省高等教育局長、公益財団法人東京オリンピック・パラリンピック競技大会組織委員会副事務総長

### 司法
- 細野長良 - 最後の大審院院長
- 青島明生 - 弁護士、元中部弁護士会連合会理事長、元富山県弁護士会会長
- 福島重雄 - 元福井家庭裁判所判事、弁護士

### 文学
- 瀧口修造 - 詩人
- 本田信次 - 詩人

### 芸能
- 柴田宏明 - アニメーションプロデューサー
- 松澤くれは - 演出家、脚本家
- 雲井雅人-サクソフォーン奏者

### 財界
- 金子慎 - 東海旅客鉄道代表取締役会長[29]

## アクセス
- 富山地方鉄道南富山駅から徒歩約5分。
- 富山軌道線（市電）
  - 堀川小泉電停から徒歩約5分。
  - 大町電停から徒歩約3分。